# Hello World (album de Michael Jackson)
 (mai 2019).
Pour les articles homonymes, voir Hello world (homonymie).
Hello World: The Motown Solo Collection est un coffret du chanteur américain Michael Jackson sorti en 2009. 
C'est une compilation regroupant des chansons de l'artiste (en solo uniquement) sous le label Motown.

## Présentation
Hello World: The Motown Solo Collection est un coffret de 3 disques comportant 71 morceaux. Ce coffret a été lancé pour la commémoration du quarantième anniversaire de la signature de Michael Jackson avec le label Motown.

## Sortie
Le 12 juin 2009, le label de réédition d'Universal Music Group, Hip-O Select, a annoncé sur sa page Twitter que le coffret était disponible pour la pré-commande, avec une date d'expédition annoncée au 3 juillet[réf. nécessaire].
Ce coffret a été mis en ligne sur ITunes le 30 juin[réf. nécessaire].

## Liste des titres

### CD 1
| 1.  | Ain't No Sunshine                             | Bill Withers                                            | 4:09 |
| 2.  | I Wanna Be Where You Are                      | Leon Ware, Arthur "T-Bone" Ross                         | 3:01 |
| 3.  | Girl Don't Take Your Love from Me             | Willie Hutch                                            | 3:46 |
| 4.  | In Our Small Way                              | Beatrice Verdi, Christine Yarian                        | 3:34 |
| 5.  | Got to Be There                               | Elliot Willensky                                        | 3:23 |
| 6.  | Rockin' Robin                                 | Thomas                                                  | 2:31 |
| 7.  | Wings of My Love                              | Corporation                                             | 3:32 |
| 8.  | Maria (You Were the Only One)                 | Lawrence Brown, Linda Glover, George Gordy, Allen Story | 3:41 |
| 9.  | Love Is Here and Now You're Gone              | Holland-Dozier-Holland                                  | 2:51 |
| 10. | You've Got a Friend                           | Carole King                                             | 4:53 |
| 11. | Ben                                           | Don Black, Walter Scharf                                | 2:44 |
| 12. | The Greatest Show on Earth                    | Mel Larson, Jerry Marcellino                            | 2:48 |
| 13. | People Make the World Go Round                | Thom Bell, Linda Creed                                  | 3:15 |
| 14. | We've Got a Good Thing Going                  | The Corporation                                         | 2:59 |
| 15. | Everybody's Somebody's Fool                   | Ace Adams, Lionel Hampton                               | 2:59 |
| 16. | My Girl                                       | Smokey Robinson, Ronald White                           | 3:08 |
| 17. | What Goes Around Comes Around                 | Levinsky, Stokes, Meyers, Weatherspoon                  | 3:33 |
| 18. | In Our Small Way                              | Beatrice Verdi, Christine Yarian                        | 3:39 |
| 19. | Shoo-Be-Doo-Be-Doo-Da-Day                     | Henry Cosby, Sylvia Moy, Stevie Wonder                  | 3:21 |
| 20. | You Can Cry on My Shoulder                    | Berry Gordy                                             | 2:39 |
| 21. | Don't Let It Get You Down (Original Mix)      | Mel Larson, Jerry Marcellino, Deke Richards             | 2:50 |
| 22. | You've Really Got a Hold on Me (Original Mix) | Smokey Robinson, White, Rogers                          | 3:24 |
| 23. | Melodie (Original Mix) (Original Mix)         | Mel Larson, Jerry Marcellino, Deke Richards             | 3:08 |
| 24. | Touch the One You Love (Original Mix)         | Wayne, Clinton                                          | 2:50 |

- Les morceaux de 1 à 10 proviennent de l'album Got to Be There
- Les morceaux de 11 à 20 proviennent de l'album Ben
- Le morceau 18 contient un compte à rebours venant du studio qui n'est pas intégré dans l'album original.
- Les morceaux 21 et 23 sont originellement inclus dans Anthology: The Best of Michael Jackson

### CD 2
| 1.  | With a Child's Heart                         | Vicky Basemore, Henry Cosby, Sylvia Moy                 | 3:29 |
| 2.  | Up Again                                     | Freddie Perren, Yarian                                  | 2:50 |
| 3.  | All the Things You Are                       | Oscar Hammerstein II, Jerome Kern                       | 2:59 |
| 4.  | Happy (Love Theme from Lady Sings the Blues) | Michel Legrand, Smokey Robinson                         | 3:25 |
| 5.  | Too Young                                    | Sidney Lippman, Sylvia Dee                              | 3:38 |
| 6.  | Doggin' Around                               | Lena Agree                                              | 2:52 |
| 7.  | Johnny Raven                                 | Billy Page                                              | 3:33 |
| 8.  | Euphoria                                     | Leon Ware, Hilliard                                     | 2:50 |
| 9.  | Morning Glow                                 | Stephen Schwartz                                        | 3:37 |
| 10. | Music and Me                                 | Mike Cannon, Don Fenceton, Mel Larson, Jerry Marcellino | 2:38 |
| 11. | We're Almost There                           | Holland/Holland                                         | 3:42 |
| 12. | Take Me Back                                 | Holland/Holland                                         | 3:24 |
| 13. | One Day in Your Life                         | Armand/Brown                                            | 4:15 |
| 14. | Cinderella Stay Awhile                       | Sutton                                                  | 3:08 |
| 15. | We've Got Forever                            | Willensky                                               | 3:10 |
| 16. | Just a Little Bit of You                     | Holland/Holland                                         | 3:10 |
| 17. | You Are There                                | Brown/Meitzenheimer/Yarian                              | 3:21 |
| 18. | Dapper Dan                                   | D. Fletcher                                             | 3:11 |
| 19. | Dear Michael                                 | Davis/Willensky                                         | 2:35 |
| 20. | I'll Come Home to You                        | Perren/Yarian                                           | 3:02 |
| 21. | Girl You're So Together (Original Mix)       | Keni St. Lewis                                          | 2:59 |
| 22. | Farewell My Summer Love (Original Mix)       | Keni St. Lewis                                          | 3:37 |
| 23. | Call on Me (Original Mix)                    | Fonce Mizell, Larry Mizell                              | 3:21 |

- Morceaux de 1 à 10 proviennent de l'album Music & Me
- Les morceaux de 7 à 9 sont différents par rapport à l'album original.
- Les morceaux de 11 à 20 proviennent de l'album  Forever, Michael
- Le morceau n°23 est inclus dans Anthology: The Best of Michael Jackson

### CD 3
| 1.  | When I Come of Age                                        | W. D. Parks/D. Fletcher/H. Davis            | 2:37 |
| 2.  | Teenage Symphony                                          | G. Jones/H. Davis/M. McLeod                 | 2:45 |
| 3.  | I Hear a Symphony                                         | Holland-Dozier-Holland                      | 3:01 |
| 4.  | Give Me Half a Chance                                     | C. Davis                                    | 3:26 |
| 5.  | Love's Gone Bad                                           | Holland-Dozier-Holland                      | 3:08 |
| 6.  | Lonely Teardrops                                          | B. Gordy/G. Gordy/T. Carlo                  | 2:40 |
| 7.  | You're Good for Me                                        | E. Horan                                    | 3:15 |
| 8.  | That's What Love Is Made Of                               | R. Rogers/W. Robinson/W. Moore              | 3:24 |
| 9.  | I Like You the Way You Are (Don't Change Your Love on Me) | W. Hutch                                    | 2:57 |
| 10. | Who's Lookin' for a Lover                                 | J. D. Hilliard/L. Ware                      | 2:50 |
| 11. | I Was Made to Love Her                                    | H. Cosby/L. Hardaway/S. Moy/S. Wonder       | 3:20 |
| 12. | If'n I Was God                                            | R. Sherman/R. Sherman                       | 3:02 |
| 13. | To Make My Father Proud (Original Mix)                    | Bob Crewe, Larry Weiss                      | 4:11 |
| 14. | Here I Am (Come and Take Me) (Original Mix)               | Al Green, Teenie Hodges                     | 2:45 |
| 15. | Twenty-Five Miles (Original Mix)                          | Green, Hodges                               | 3:18 |
| 16. | Don't Let It Get You Down                                 | Mel Larson, Jerry Marcellino, Deke Richards | 3:02 |
| 17. | You've Really Got a Hold on Me                            | Smokey Robinson, White, Rogers              | 3:30 |
| 18. | Melodie                                                   | Larson, Marcellino, Richards                | 3:24 |
| 19. | Touch the One You Love                                    | Wayne, Clinton                              | 2:48 |
| 20. | Girl You're So Together                                   | Keni St. Lewis                              | 3:12 |
| 21. | Farewell My Summer Love                                   | Keni St. Lewis                              | 4:24 |
| 22. | Call on Me                                                | Fonce Mizell, Larry Mizell                  | 3:39 |
| 23. | Here I Am (Come and Take Me)                              | Green, Hodges                               | 2:56 |
| 24. | To Make My Father Proud                                   | Bob Crewe, Larry Weiss                      | 4:04 |

- Les morceaux de 1 à 12 proviennent de la compilation Looking Back to Yesterday
- Le morceau 15 est inclus dans The Original Soul of Michael Jackson
- Les morceaux de 16 à 24 proviennent de la compilation  Farewell My Summer Love